# Qaqulluit
Qaqulluit, tidigare namn Qaqaluit Island, är en ö i Kanada.   Den ligger i territoriet Nunavut, i den östra delen av landet, 2 500 km norr om huvudstaden Ottawa. Arean är 9,8 kvadratkilometer.
Terrängen på Qaqulluit är lite kuperad. Öns högsta punkt är 462 meter över havet. Den sträcker sig 4,3 kilometer i nord-sydlig riktning, och 7,0 kilometer i öst-västlig riktning.
Trakten runt Qaqulluit består i huvudsak av gräsmarker. Trakten runt Qaqaluit Island är nära nog obefolkad, med mindre än två invånare per kvadratkilometer.